# Gornja Bukovica (Serbia)
Gornja Bukovica (cyr. Горња Буковица) – wieś w Serbii, w okręgu kolubarskim, w mieście Valjevo. W 2011 roku liczyła 890 mieszkańców.